# AirLony
AirLony je český letecký výrobce se sídlem ve Štětí. Specializuje se na navrhování a výrobu ultralehkých a amatérských letounů. Byla založena v roce 1998 Petrem Lonským.
Jediným produktem této společnosti je letadlo AirLony Skylane UL, což je dvoumístná ultralehká kopie čtyřmístné Cessny 182.

## Letouny
- AirLony Highlander (první let 1998)
- AirLony Skylane UL (první let 2003)